# Metaplectrus solitarius
Metaplectrus solitarius is een vliesvleugelig insect uit de familie Eulophidae. De wetenschappelijke naam is voor het eerst geldig gepubliceerd in 1945 door Gadd.